# Yanni Gourde
Yanni Gourde (ur. 15 grudnia 1991 w Saint-Narcisse, Kanada) – kanadyjski hokeista, gracz ligi NHL.

## Kariera klubowa
- Victoriaville Tigres (2008-11.04.2012)
- Worcester Sharks (11.04.2012 - 5.09.2013)
- Kalamazoo Wings (5.09.2013 - 7.01.2014)
- Worcester Sharks (7.01.2014 - 10.03.2014)
- Tampa Bay Lightning (10.03.2014 -
  -  Syracuse Crunch (2014 - 2017)

## Sukcesy
Indywidualne
- Debiutant miesiąca NHL - luty 2018